# Oblężenie Krakowa (1587)
Oblężenie Krakowa (1587)  – trwało od 14 października do 29 listopada 1587 roku. Po podwójnej elekcji Zygmunta Wazy (19 sierpnia) i arcyksięcia Maksymiliana Habsburga (22 sierpnia) austriacki pretendent próbował siłą dochodzić swych roszczeń. Obroną miasta i zamku kierował hetman Jan Zamoyski, a generalny szturm w dniu 24 listopada został odparty.